# Arachis gracilis
Arachis gracilis är en ärtväxtart som beskrevs av Antonio Krapovickas och Walton Carlyle Gregory. Arachis gracilis ingår i släktet jordnötter, och familjen ärtväxter. Inga underarter finns listade i Catalogue of Life.